# Antananarivo-Avaradrano
Antananarivo-Avaradrano District är ett distrikt i Madagaskar.   Det ligger i regionen Analamanga, i den centrala delen av landet, 10 km söder om huvudstaden Antananarivo. Antalet invånare är 207 942.